# 공랭

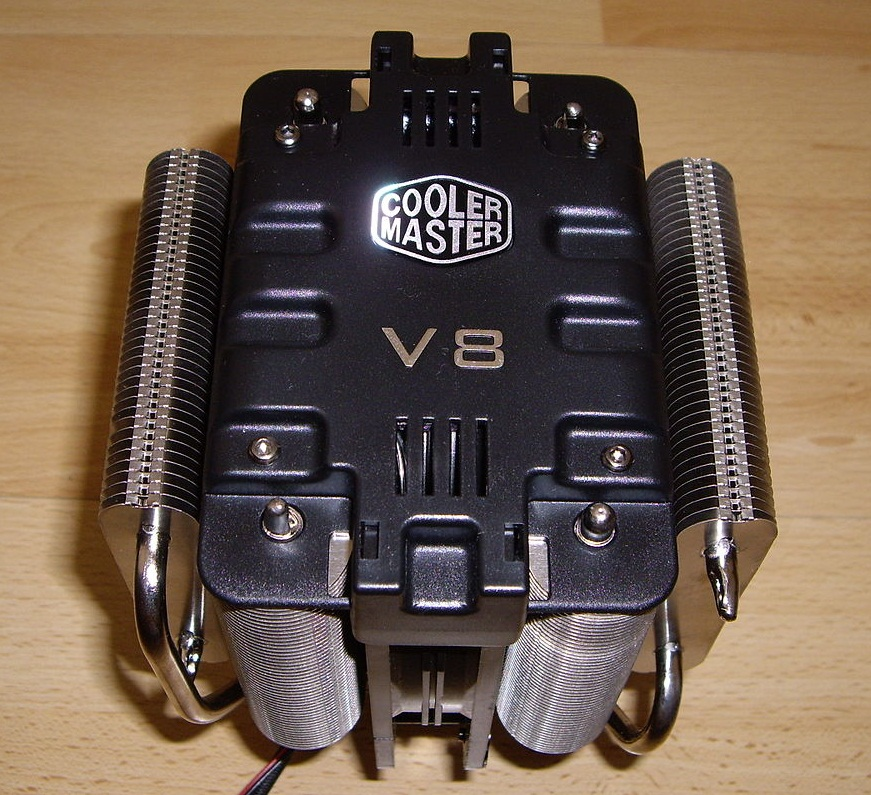
쿨러 마스터 히트 싱크에는 수많은 히트 파이프가 있다.

공랭(空冷, 영어: air cooling)은 기계장치 등에서 발생된 열을 공기로 냉각하는 방법중 하나이다. 이와 대비되는 개념으로 수랭(water cooling)과 유랭(oil cooling)이 있다. 공랭을 하는 방법중에는 자연적으로 공기와 접촉해 열을 식히는 자연공랭식이 있고, 팬을 사용해 냉각하는 강제공랭식이 있다. 대표적 예로 전자의 것은 오토바이의 엔진을 들수 있으며, 후자는 전자기기를 들수 있다. 수랭이나 유랭과 비교하면 간단한 구조로 되어있다는 장점이 있지만 냉각효율이 떨어진다는 단점도 있다.

## 같이 보기
- 컴퓨터 냉각
- 컴퓨터 팬
- 수랭
- 히트파이프